# وینچنسو موسلینو
وینچنسو موسلینو (ایتالیایی: Vincenzo Musolino؛ ۹ مهٔ ۱۹۳۰ – ۹ مهٔ ۱۹۶۹) یک هنرپیشه، کارگردان، فیلم‌نامه‌نویس، و تهیه‌کننده اهل ایتالیا بود.
از فیلم‌ها یا برنامه‌های تلویزیونی که وی در آن نقش داشته است می‌توان به دو زن، دو شاهی امید، احساس مالکیت اشاره کرد.